# Walter Georg Kühne
Walter Georg Kühne (Berlín, 26 de febrer de 1911 - Berlín, 16 de març de 1991) va ser un paleontòleg alemany, conegut com el «llegendari explorador de mamífers mesozoics».

## Trajectòria
Va començar els seus estudis superiors a1920 va estudiar paleontologia a la Universitat Friedrich Wilhelm de Berlín. L'any 1930 es va traslladar a la Universitat de Halle, indret on va adquirir la reputació de simpatitzant comunista, motiu pel qual va ser expulsat i empresonat durant nou mesos. L'any 1938 va emigrar al Regne Unit i va començar a vendre fòssils com a mode de supervivència, fet que el va portar a interessar-se en la recerca dels primers mamífers d'Anglaterra. L'any 1939, poc després que el Regne Unit declarés la guerra a l'Alemanya nazi, les autoritats britàniques el van detenir mentre realitzava treballs de camp, acusat d'espia alemany. Va ser empresonat a l'illa de Man fins a l'any 1944 i, després de ser alliberat, va aconseguir una plaça de lector a la Universitat de Londres.
No obstant, el paleontòleg sud-africà Alfred W. Crompton va plantejar la història d'un refugiat alemany, anomenat Walter Kuhne, que al començament de la Segona Guerra Mundial va entrar a la Universitat de Cambridge amb les dents d'un mamífer antiquíssim i va assegurar al paleontòleg anglès Francis Rex Parrington: «Sé on descobrir els primers mamífers». Parrington va quedar prou impressionat com per oferir-li 5 lliures (uns 35 dòlars aleshores) per cada dent addicional que portés a la universitat.
L'any 1952, en època de post-guerra, va decidir tornar al seu país natal i va impartir lliçons com a professor de paleontologia a la Universitat Lliure de Berlín. El 1953, després del seu primer viatge als Pirineus, va posar-se en contacte amb l'Institut Lucas Mallada de Madrid per tal de sol·licitar futures prospeccions a la zona pirinenca i, alhora, oferir els seus coneixements d'arqueologia de fòssils de mamífers del Cretaci. La petició va ser autoritzada i, entre el 28 d'agost i el 9 d'octubre de 1954, va poder realitzar treballs de recerca a la Conca Dellà (Pallars Jussà), concretament a l'antic terme municipal d'Orcau. D'aquestes introspeccions va aconseguir trobar un jaciment ric en restes de dinosaures, especialment en fòssils d'un enorme titanosaure.
El 1958 va fundar l'Institut de Paleontologia de Berlín de la Universitat Lliure de Berlín. Els seus estudis es van centrar específicament en la microfauna mesozoica per tal de treure a la llum la història dels mamífers més antics, que fins a la dècada de 1960 va ser gairebé desconeguda. Abans d'ell, les troballes d'espècies de petites dimensions als jaciments continentals del Mesozoic van ser majoritàriament aleatòries. Els seus esforços es van concentrar més en excavacions de mines de lignit, que va considerar com a els dipòsits preferits per a les restes de vertebrats terrestres. Gràcies als seus esforços es van poder descriure noves espècies que van ser interpretades com els mamífers més primitius, com ara el Morganucodon i el Kuehneotherium, així com el protomamífer Oligokyphus. Va ser el primer a descobrir l'immens patrimoni paleontològic de la mina de lignit de Guimarota, a Portugal, per iniciar excavacions metodològiques i precises a la zona.